# Eiskeller (Affenstein)

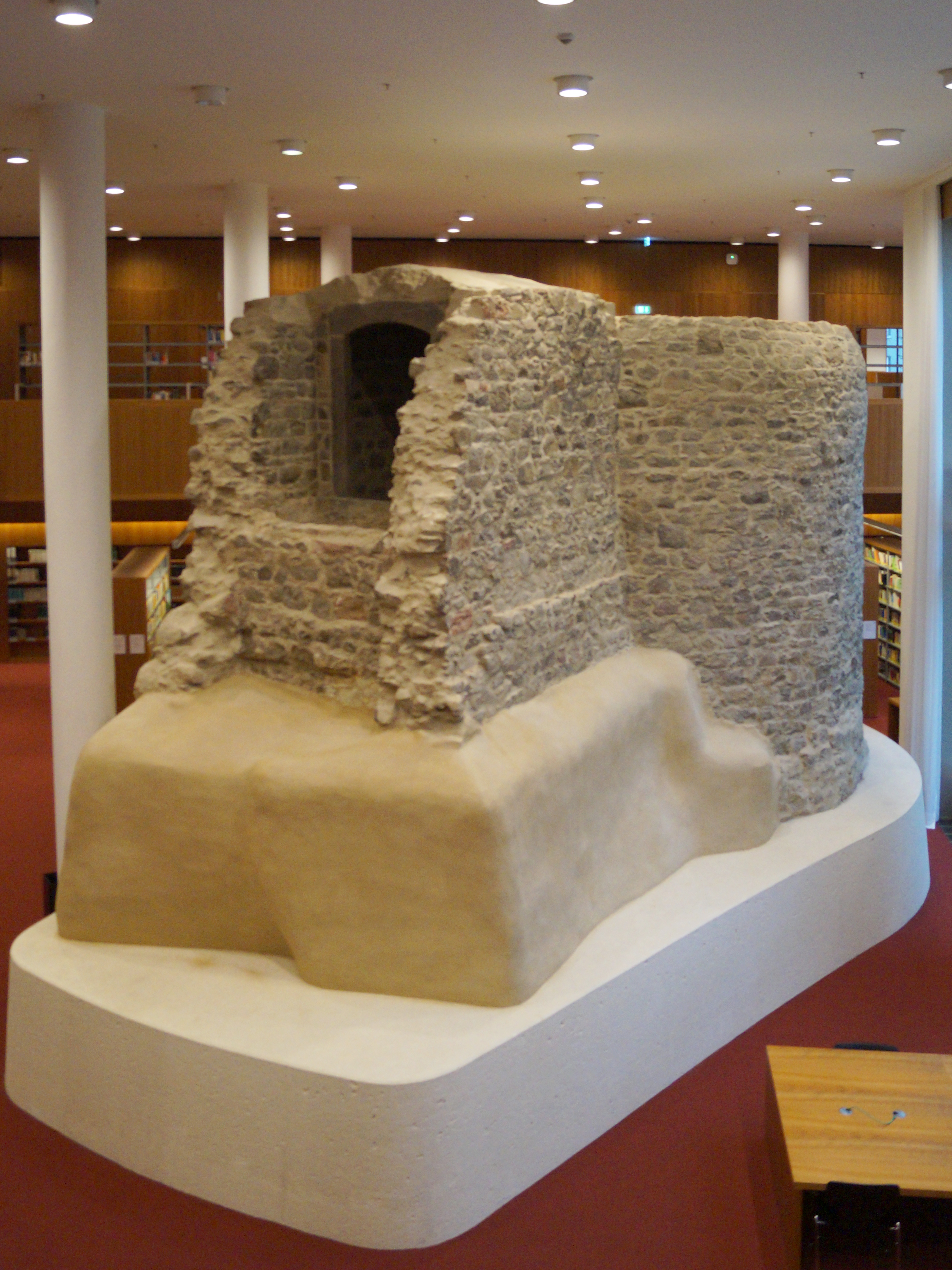
Konservierter Eiskeller in der Bereichsbibliothek Sozialwissenschaften und Psychologie (2013)

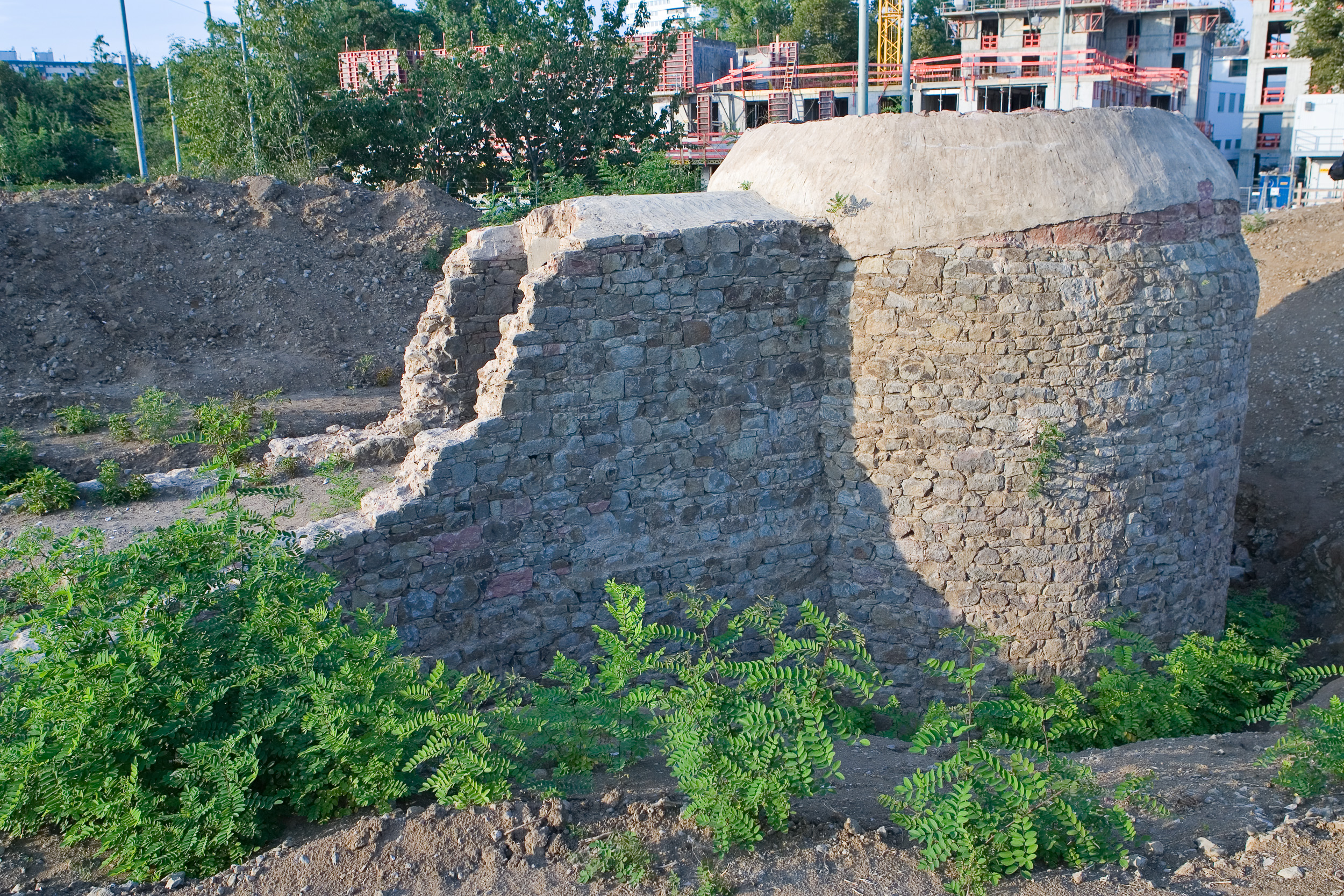
Südseite nach der Freilegung

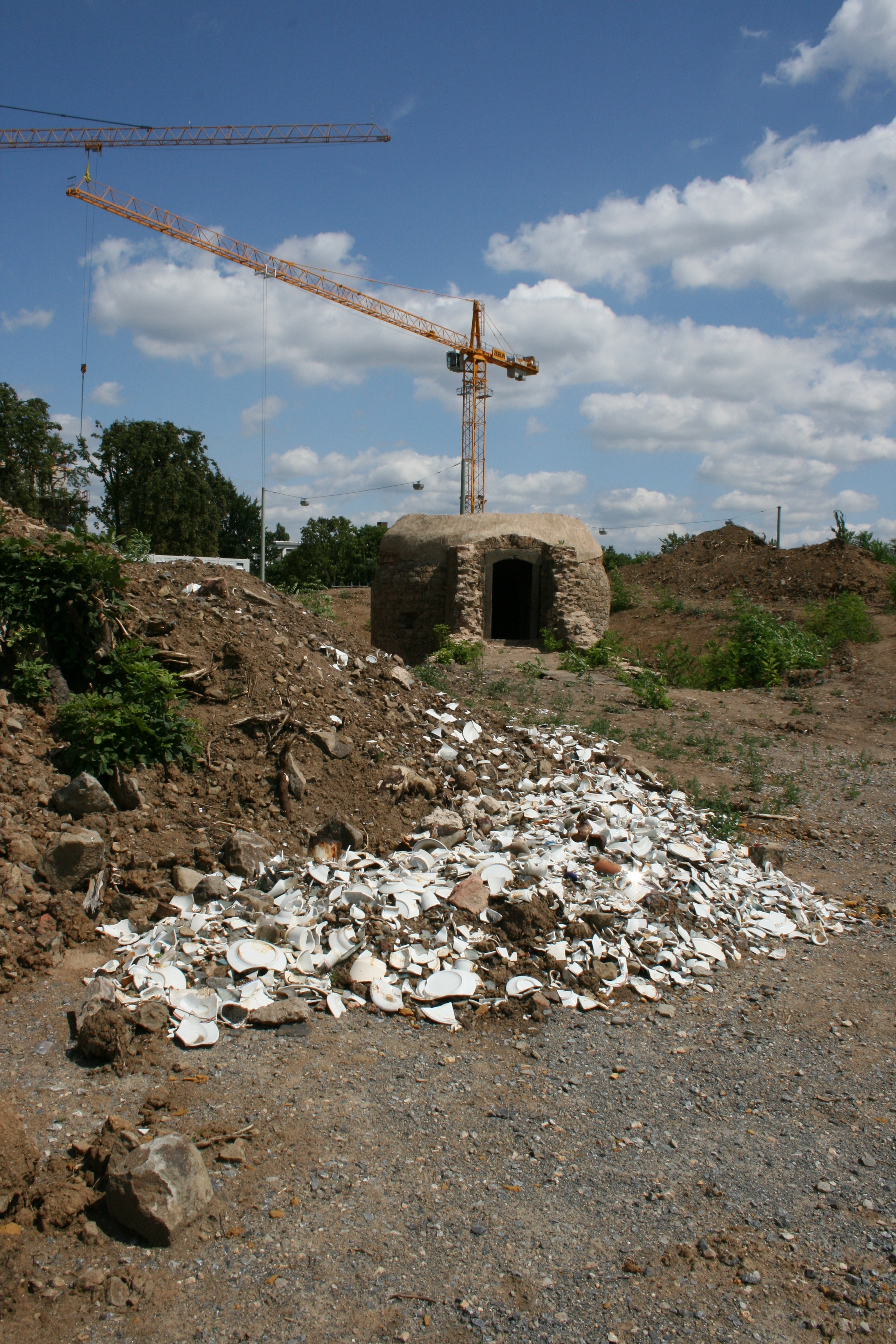
Freilegung des Gebäudes mit Porzellanscherben der Anstalt

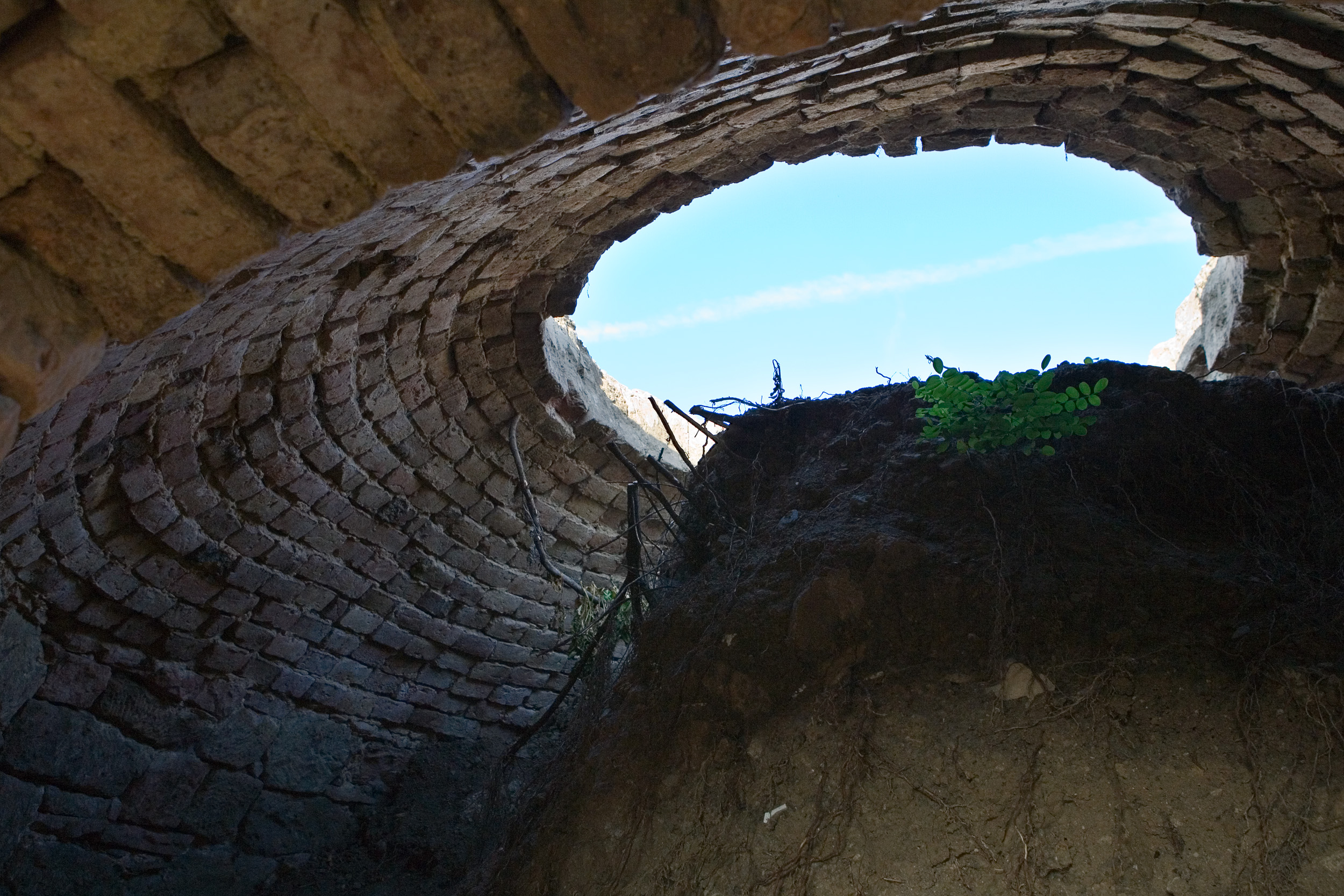
Kuppel

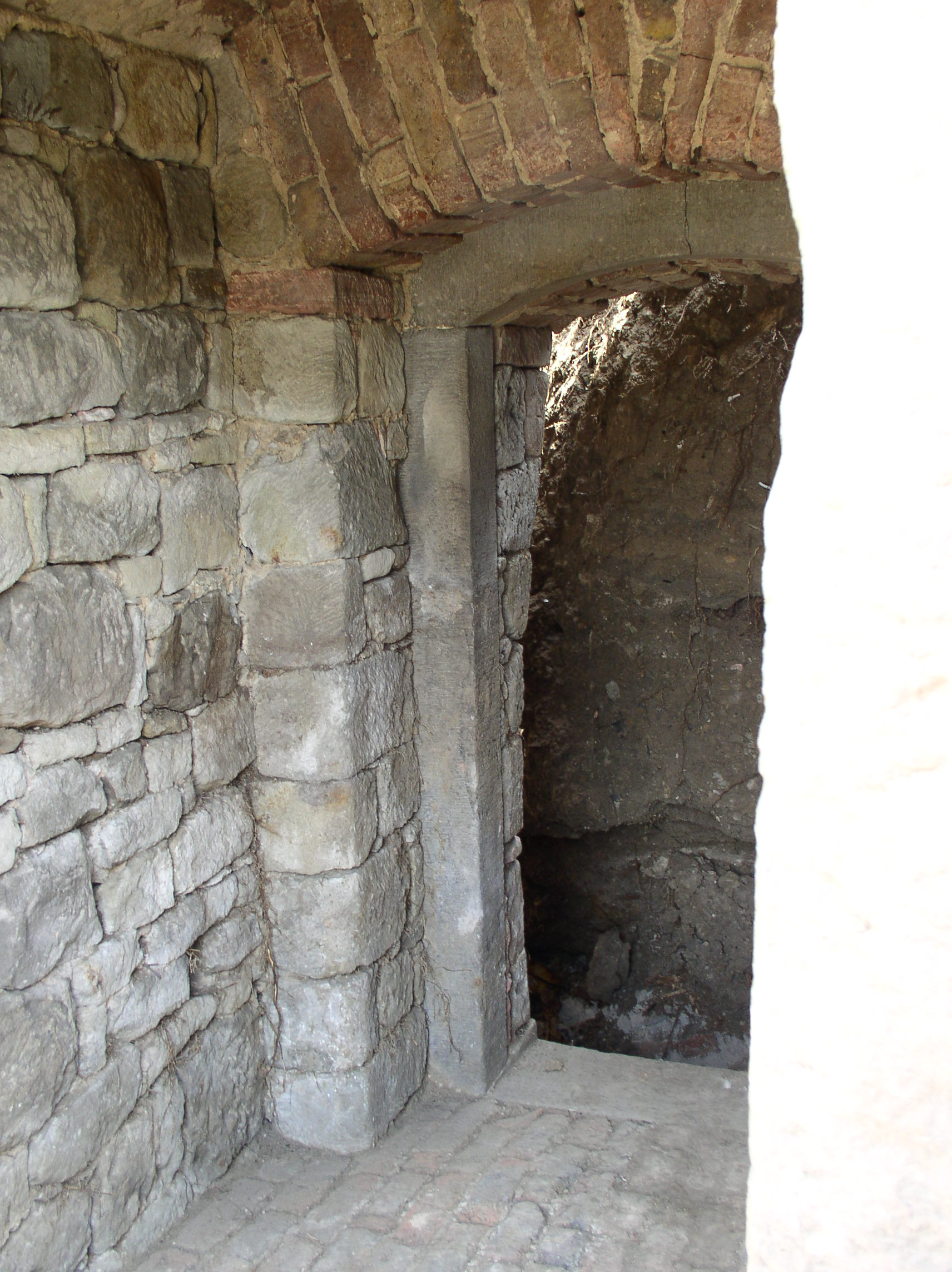
Eingang

Der Eiskeller ist ein historisches Bauwerk auf dem ehemaligen Affensteiner Feld in Frankfurt am Main. Es befindet sich heute auf dem Campus Westend der Universität Frankfurt im nordöstlichen Teil des Campusgeländes im Winkel von Hansaallee und Lübecker Straße. Das Bauwerk wurde konserviert und in die Bibliothek Sozialwissenschaften und Psychologie (BSP) integriert.

## Fundgeschichte
Auf dem Flurstück Affensteiner Feld befand sich die „Anstalt für Irre und Epileptische“, eine psychiatrische Einrichtung, die von 1859 bis 1864 am Rande der Stadt errichtet worden war. Die Anstalt, in der unter anderem Heinrich Hoffmann und Alois Alzheimer wirkten, wurde im Volksmund als „Irrenschloss“ bezeichnet. Im Nordosten des Anstaltsgeländes befand sich ein Eiskeller, der in einem Situationsplan des Architekten Oskar Pichler 1863 als „Eisgrube“ bezeichnet wurde, in einem Plan von 1908 als „Eiskeller“. Das obere Stockwerk lag noch zu Zeiten der psychiatrischen Klinik bis auf ein Portal mit Eingangstür unter einem Erdhügel, der mit Bäumen bepflanzt war. Vermutlich in Verbindung mit dem Abriss des Klinikgebäudes im Jahre 1925/26 wurde auch die Eingangstür mit Erdreich zugeschüttet, das Gebäude geriet in Vergessenheit.
Später gehörte das Gelände der IG Farben, die hier 1928 das I.G.-Farben-Haus errichtete. Nach dem Zweiten Weltkrieg wurde das Areal zusammen mit dem I.G.-Farben-Gebäude vom V. Corps der US Army genutzt. Zu dieser Zeit hatte der untere Teil des Gebäudes (der eigentliche Eiskeller) unter Bodenniveau am Rande eines Parkplatzes gelegen.
Die Rückgabe des Geländes begann 1996, wobei das Areal an der Ecke Lübecker Straße / Hansaallee bis 2006 weitergenutzt wurde und erst dann in den Besitz der Hochschule gelangte. Im April 2008 wurde der Baukörper bei den Bauarbeiten für einen Bibliotheksbau des neuen Campus Westend aus einem mit Gestrüpp und Bäumen überwachsenen Hügel freigelegt und geriet in den Fokus der Aufmerksamkeit.

## Beschreibung
Der freigelegte zylindrische Baukörper besitzt eine erhaltene Höhe von über sieben Metern bei einem Durchmesser von über fünf Metern. Die Mauern bestehen außen aus unverputztem Bruchstein, innen aus regelmäßigeren Steinquadern. Der Innenraum ist nicht zylindrisch, sondern nach unten konisch zulaufend, was durch außen lotrechtes, an der Innenseite nach oben zu dünner werdendes Mauerwerk (1,20 m bis 0,80 m) hervorgerufen wird. Eine doppelte Kuppel, außen aus Sandsteinen, innen aus senkrecht gestellten Backsteinen gemauert, war bereits bei der Auffindung nicht geschlossen. Beide wurden nach der Freilegung aus statischen Gründen abgetragen.
Der Eingang besitzt eine dreifache, schleusenartige Tür mit einer Höhe von 1,50 m. Die Türlaibungen bestehen aus Basaltsteinen. Dieser Eingangsbereich wird von zwei Mauern zangenförmig flankiert. Sie laufen ohne erkennbare Baufuge auf einer Länge von etwa 6 m bis in den runden Baukörper hinein und verengen sich dabei zum äußeren Eingang hin.
Bei den Freilegungsarbeiten fand sich eine große Menge Geschirr der Klinik, das aufgrund angetroffener Porzellanmarken anscheinend in der Zeit der Auflösung des Standorts im Bauwerk entsorgt wurde. Im Innenraum befand sich ein Holzgerüst, von dem noch Reste auf dem Boden sowie zwölf Balken an der Wand erhalten waren. Sie konnten dendrochronologisch in die Bauzeit der Anstalt (1859–1864) datiert werden. Am Boden des Bauwerks befindet sich eine Grube (Sumpf), an deren Grund das Erdreich ansteht.

## Deutungen

### Mittelalterliche Warte
Andrea Hampel, Leiterin des Denkmalamts der Stadt Frankfurt, fasste unmittelbar nach der Freilegung im Jahr 2008 den unteren Gebäudeteil als Relikt eines mittelalterlichen Wehrturms aus dem 13./14. Jahrhundert als Teil der Frankfurter Landwehr auf. Diese Einschätzung hielt sie auch in späteren Fachpublikationen aufrecht. Begründet wurde die Bestimmung als Warte mit konstruktiven Details (Bruchsteinmauerwerk, oben einziehendes Mauerwerk, auf das eine Fachwerkkonstruktion mit Wehrgang aufgesetzt wurde) und der topographischen Lage auf einer leichten Anhöhe.
Es liegen keine Funde vor, welche eine derartige Datierung stützen würden, da der untersuchte Innenraum vollständig mit Material aus der Irrenanstalt, durchsetzt von neuzeitlichen Scherben, verfüllt war. Als einzige urkundliche Erwähnung führt Hampel die Erwähnung einer Warte auf dem Affenstein bei Johann Georg Battonn im Jahr 1434 an, vermerkt aber, dass diese seit Johann Karl von Fichard als Verwechslung mit der 1,5 Kilometer entfernten Bockenheimer Warte eingeschätzt wird. Die wenigen Quellen erwähnen den markanten Flurnamen erstmals am Ende des 13. Jahrhunderts. Denkbar wäre, dass sich die Endung auf „-stein“ auf ein Bauwerk bezieht. Eine Warte ist aber auf historischen Karten, darunter der Belagerungsplan des Conrad Faber von Kreuznach von 1552, nirgends vermerkt.
Die Entdeckung einer bisher unbekannten Warte der Landwehr rief umgehend ein besonderes Echo in regionalen Medien hervor. Die Rhein-Main-Zeitung, Lokalteil der F.A.Z., bemühte Indiana Jones und wollte im Feuilleton der Ausgabe vom 11. Juni 2008 das Gelände sogar in einer Reihe mit Troja, Mykene oder Jericho sehen. Auch politische Gremien machten sich in der folgenden Zeit für einen Erhalt der Ruine in situ stark, was von der Universität umgehend zugesichert wurde.
Archäologen der Universität Frankfurt kritisierten, obwohl institutionell nicht in das Verfahren eingebunden oder zuständig, schon währenddessen an dieser Darstellung, dass sie „vor allem auf Gedachtem, Angenommenem und weniger auf Belegtem und kritisch Geprüftem beruhte“. Das Objekt sei unsachgemäß von dem umgebenden Hügel entkleidet worden, statt es von oben nach unten freizulegen. Entsprechend existieren keine Angaben über das Verhältnis des Bauwerks zu seinem Umfeld, das nicht untersucht wurde.

### Windmühle
In einer zweiten Bauphase nach dem Ausbau der Landwehr 1476 soll der mittlerweile militärisch nutzlos gewordene Turm zu einer Windmühle umgebaut worden sein. Als Indiz dafür nennt A. Hampel die Erwähnung einer solchen Anlage für das Jahr 1530, die nach Achilles Augustus von Lersner zu dieser Zeit in Betrieb gewesen sei. Beim Umbau zur Windmühle wurden Zangenmauern und der Eingangsbereich angebaut, Balkenlöcher im Inneren sollen auf eine neue Unterteilung des Turmes in mehrere Stockwerke hinweisen. Eine außen erkennbare Spitznische soll zur Aufnahme des Steuerbalkens oder Steerts einer oben aus Holz aufgesetzten Holländerwindmühle gedient haben.
Diese Einschätzungen werfen zahlreiche Fragen auf. Die von Hampel zitierte Lersner'sche Chronik genügt keinesfalls den heutigen Anforderungen der Quellenkritik; kaum eine der von ihm gemachten Angaben ist heute noch urkundlich nachzuprüfen. Selbst wenn man Lersner dessen ungeachtet folgt, ist weiter festzustellen, dass er kein Gebäude als „Affenstein“ bezeichnet, sondern der Begriff im Kontext seiner Nennung, wie bereits in den älteren Nennungen, als Flurbezeichnung zu erkennen ist. Objektiv betrachtet sagt die von Hampel zitierte Textstelle somit nur aus, dass 1530 auf der sehr großen Flur „Affenstein“ eine Windmühle stand. Ob und ggf. wie lange diese damals schon existierte, geschweige denn, wie sie konstruiert war und ob sie aus einer von Hampel angenommenen mittelalterlichen Warte hervorging, ist mit Hilfe der Textstelle nicht zu belegen.
Auch der Betrieb einer Windmühle erscheint insgesamt technisch unmöglich. So bemerkt Hampel selbst, dass die Mühle nicht um 360° drehbar war, da die Eingangsmauer ein Hindernis für ihre Flügel bildete. Fraglich erscheint weiterhin, warum der Eingang angesichts dessen im Obergeschoss der Mühle angefügt wurde, wofür es bei Windmühlen keine Parallelen gibt, ferner warum die darunter liegenden Räume (Mehlboden) äußerst niedrig (keine Stehhöhe) und ohne Lichteinfall konzipiert wurden. Eine vorsichtigere Deutung ordnet alle vermeintlichen Umbauten dem Eiskeller zu (Zangenmauern – Eingang lag vertieft in der Erde; die Spitznische enthielt ein Bleirohr und diente zum Abpumpen von Wasser, Balkenlöcher als Baugerüst des Eiskellers).

### Eiskeller der „Anstalt für Irre und Epileptische“
Unbestritten ist damit einzig die Nutzung als Eiskeller der „Anstalt für Irre und Epileptische“. Für diese Nutzung gibt es zahlreiche Belege, besonders auf dem Situationsplan des Architekten Oskar Pichler und anderen zeitgenössischen Lageplänen.
Typische Merkmale für ein derartiges Gebäude sind die doppelte Kuppel, der oben liegende, schleusenartige Eingangsbereich mit den drei Türen und den flankierenden Mauern, die notwendig waren, weil der Eingang sich unter dem Bodenniveau befand. Die konische Form des Innenraumes bewirkte, dass das Eis beim Schmelzen nach unten zusammengedrückt und der Schmelzvorgang dadurch verlangsamt wurde. Die in die Anstaltszeit dendrochronologisch datierten Eichenbalken an den Wänden trugen eine zusätzliche Isolierung. Typisch ist auch der unter den Bodenbalken liegende Hohlraum (Sumpf), der zum Abpumpen des Wassers diente und sich bei vielen Eiskellern findet. Ein Brunnen würde sich dagegen negativ auf die Kühlung auswirken. Der Hohlraum wurde nicht näher untersucht, sondern für die Konservierung im Uni-Gebäude mit Beton ausgegossen.
Wenige Meter südöstlich befand sich ein weiterer Felsenkeller, oberirdisch mit einem Ausflugslokal verknüpft. Er stand allerdings nicht mit der Anstalt in Verbindung.
Obwohl es sich beim Eiskeller um die einzige vollständig durch Quellen gesicherte und wissenschaftlich unwidersprochene Nutzung des Bauwerks handelt, entspricht ihre heutige Präsentation dem überhaupt nicht. Vielmehr bietet das Bauwerk dem Betrachter heute ein Bild, das früher in dieser Form nie bestanden hat. Typische Merkmale des Eiskellers wie die Kuppel und die Zangenmauern am Eingang wurden entfernt, der Pumpensumpf mit Beton ausgegossen. Am schwerwiegendsten ist aber der Verlust des umgebenden Erdhügels, der den Eiskeller „entkleidete“ und seine Funktion für den heutigen Betrachter unverständlich macht. Aufgrund öffentlichen Drucks und dem Wunsch, einen Wartturm entdeckt zu haben, wurden hier in erheblichem Maße öffentliche Gelder eingesetzt, um das Bauwerk in einen unhistorischen Zustand zu versetzen. Ein originalgetreuer Wiederaufbau auf dem weitläufigen Gelände des Campus Westend, der unter wirtschaftlichen und denkmalpflegerischen Aspekten die bessere Alternative dargestellt hätte, wurde gar nicht erst geprüft.

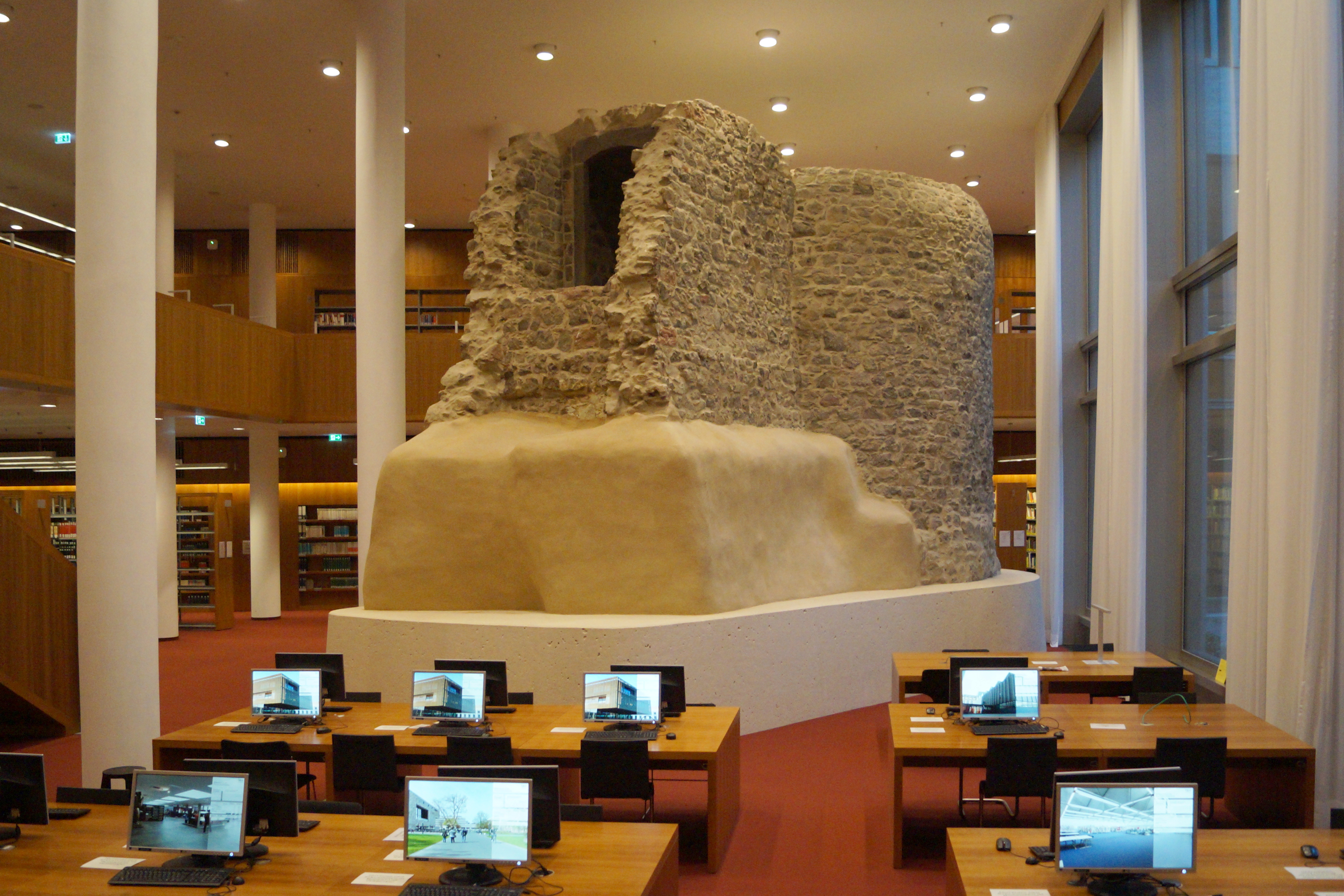
Ansicht 2013

## Erhaltung
Die Ruine wurde für denkmalschutzwürdig befunden. Ihre Reste wurden konserviert und in den Neubau der gesellschafts- und erziehungswissenschaftlichen Bibliothek integriert. Die Ruine kann zu den Öffnungszeiten der Bibliothek besichtigt werden; für die Öffentlichkeit ist ein unmittelbarer Zugang zum Gemäuer durch die Umstände der Präsentation (ein hoher Sockel konserviert das ehemalige Untergeschoss des Eiskellers) jedoch nicht möglich.